# Adèle Ado
Adèle Ado, née un 13 avril, est une actrice française de cinéma.

## Biographie
Adèle Ado, d'origines éthiopienne par sa mère et tchadienne par son père, grandit à Paris dans le 15e arrondissement, puis à Rueil-Malmaison[réf. nécessaire]. Après des études de droit à la Sorbonne et une entrée dans l'enseignement supérieur au CNRS[pas clair][réf. nécessaire], elle décide de faire en parallèle une carrière de mannequin avant de s'orienter vers celle d'actrice, dans des figurations à la télévision et des publicités notamment pour L'Oréal.
Elle tient son premier rôle principal dans Les Saignantes (2009) du réalisateur camerounais Jean-Pierre Bekolo, pour lequel elle obtient le prix de la meilleure interprétation féminine au FESPACO. Elle rencontre la cinéaste Claire Denis lors d'un festival, avec laquelle elle tourne deux films, White Material et 35 Rhums. Lou Ye, réalisateur coréen, la met en scène aux côtés de Tahar Rahim dans Love and Bruises (2011), et Benoît Jacquot lui donne le rôle d'une « maîtresse insaisissable » aux côtés de Benoît Poelvoorde dans Trois cœurs (2014).

## Filmographie
- 2005 : R.I.S Police scientifique (sérié télévisée), de Hervé Renoh ;
- 2009 : 35 rhums, de Claire Denis (rôle d'une patronne de bar) ;
- 2009 : White Material, de Claire Denis (Lucie Vial) ;
- 2009 : Les Saignantes de Jean-Pierre Bekolo (Majolie) ;
- 2012 : Love and Bruises de Lou Ye (Nina) ;
- 2014 : Trois cœurs de Benoît Jacquot (la maîtresse).

## Distinction
- 2007 : prix de la meilleure interprétation féminine au FESPACO pour Les Saignantes[1].